# 中山三郎平
中山 三郎平（なかやま さぶろうべい、1910年（明治43年）9月23日 - 1995年（平成7年）5月28日）は、日本の実業家。中山書店創業者、中山科学振興財団設立者。

## 略歴
1910年（明治43年）9月23日、栃木県に生まれる。法政大学専門部を中退。
岩波書店勤務を経て、1948年（昭和23年）に中山書店を創業し、1991年（平成3年）に中山科学振興財団を設立する。
1995年（平成7年）5月28日に死去、84歳。

## 著書
- 『中山書店四十年の步み：ひとつの出版理念のもとに』（中山書店、1988）